# 김화수
김화수(1967년 12월 3일 ~ )은 대한민국의 가수이다. 1987년 제8회 MBC 강변가요제에서 음악 그룹 티삼스의 일원으로 참가하여 '매일 매일 기다려'라는 노래로 동상과 가창상을 수상하였다.

## 참여 음반

### 옴니버스
- 제8회 mbc 강변가요제 결선입상곡 옵니버스 음반 참여 (1987년)

### 그룹 앨범
- 티삼스 1집 초대받은 아침 / 창가에서 (1988년)

### 솔로 앨범
- 1집 Kim Wha Soo (1993년)
- 김화수 생일노래 (2015년)
- 김화수 사랑했어 (2016년)
- 김화수 기억 속에 너 (2017년)

## 작품 활동

### TV 프로그램
- 2015년 ~ 현재 MBC 《미스터리 음악쇼 복면가왕》 - 아싸라비아~ 콜롬비아! 아싸 가오리!